# 葵英街道
葵英街道，是中华人民共和国辽宁省大連市中山区下辖的一个乡镇级行政单位。

## 行政区划
葵英街道下辖以下地区：
向阳社区、石葵社区、清泉社区、青云社区、光华社区、文化社区、葵英社区、智仁社区和林海社区。